# Dominique Baudier
Dominique Baudier, latinisé en Baudius, né le 8 avril 1561 à Lille, mort le 22 août 1613 d'une fièvre délirante à Leyde, est un professeur, théologien, diplomate, avocat et poète français néolatin.

## Biographie
Fils de Dominique Baudier et de Marie Heems, Baudier venait à peine d’atteindre sa sixième année, lorsque sa famille protestante dut fuir à Aix-la-Chapelle pour échapper aux persécutions du duc d'Albe contre les Huguenots en Flandre. Il y reçut sa première instruction sous la direction de Lievin Massys de Tournai et du Français Ludovicus Transaquanus.
En 1576, il gagna l’université de Leyde nouvellement créée. Au bout de huit mois, il retourna auprès de sa mère qui s’était établie à Gand à la faveur de la Pacification. Quelque temps après, il partit pour l’académie de Genève où il étudia deux ans et demi la théologie avec Théodore de Bèze, Lambert Daneau et Antoine de La Faye. De retour à Gand, en 1583, il y soutint ses thèses, puis il retourna à Leyde pour y suivre les cours de droit. Quinze mois plus, le 4 juin 1585, il recevait le bonnet de docteur des mains d’Hugues Doneau.
À peine diplômé, il fut attaché à l’ambassade que les États généraux des Provinces-Unies envoyèrent en Angleterre, y séjourna chez un des favoris de la reine Élisabeth, Philip Sidney qui y devint son protecteur.
De retour en Hollande, le 5 janvier 1587, il s’inscrivit au barreau de La Haye, mais trop peu familiarisé avec le hollandais pour le parler avec facilité, il se désintéressa rapidement de la profession d'avocat et renonça temporairement au barreau pour venir à Paris où il se lia avec plusieurs personnages de distinction. En 1591, le président Achille de Harlay lui conseilla de se faire recevoir avocat au parlement, et il lui en facilita les moyens. Il partit pour Tours où il fut reçu avocat en 1592 au Parlement de Paris (qui siégeait dans la ville de Tours depuis 1589), mais ne parait pas avoir exercé en France sa profession. L’année suivante, il fut nommé professeur de droit à l’université de Caen, à la recommandation du président de Thou, mais la mésintelligence s’étant mise entre lui et ses collègues, il quitta bientôt cette place pour revenir à Paris où il continua à vivre dans un état voisin de la pauvreté. Pendant cette période, Scipion Sardini lui confia la riche bibliothèque qu'il s'était constitué à Chaumont-sur-Loire. Lié avec Joseph Juste Scaliger, duquel il espérait gagner la protection, il s'intéressa en sa faveur contre le mathématicien François Viète, chez qui il dîna afin de l'espionner.
Rêvant d’une ambassade, il s’était imaginé que les États-Généraux le nommeraient leur résident auprès de Henri IV et il se nourrit de cette chimère pendant dix ans, jusqu’à ce que, lassé d’espérer en vain, il consente à accompagner en Angleterre, en qualité de secrétaire, Christophe de Harlay, ambassadeur d'Henri IV auprès de la reine Élisabeth. Peu satisfait de ce rôle secondaire, il saisit la première occasion d’en sortir en acceptant, en 1602, la chaire d’éloquence à l’université de Leyde. En 1607, il remplaça Paul Merula dans celle d’histoire. Il fut chargé de faire, en même temps, un cours de droit romain, doubles fonctions qu’il remplit avec éclat, et c’est peut-être dans la jalousie de ses collègues qu’il faut chercher la principale cause de tous les désagréments qu’ils lui firent essuyer car il eut beaucoup d’envieux et d’ennemis. Non seulement on parvint à lui ôter la chaire de droit romain, dont il conserva toutefois les émoluments, mais on réussit presque à le faire frapper de bannissement.
Lorsque l’Espagne, épuisée d’avoir eu à soutenir une guerre ruineuse contre les Provinces-Unies, chercha la paix, Baudius prit le parti, contre le stathouder Maurice de Nassau, qui repoussait de toutes ses forces toute proposition de paix, du grand-pensionnaire de Hollande, Olden Barnoveldt, qui s’efforçait de rétablir la paix en publiant, sous le pseudonyme de Latinus Pacatus et de Julianus Rosbecius deux harangues où il conseillait fortement aux États de conclure la trêve avec l’Espagne. Il eut même l’imprudence de composer un petit poème en l’honneur du général espagnol Ambrogio Spinola. Ces écrits soulevèrent contre lui une furieuse tempête. Ses ennemis persuadèrent au prince Maurice qu’il y était offensé et que l’auteur s’était laissé gagner par l’argent de la France. Baudier échappa non sans peine à une accusation de haute trahison. il était d’ailleurs loin d’apporter le même esprit de conciliation dans ses querelles littéraires et répandait, dans ses satires, sa colère avec fiel. Ses ennemis, au reste, et c’est peut-être là son excuse, ne lui épargnaient ni les injures ni les calomnies, l’accusant des vices les plus honteux, des mœurs les plus crapuleuses.
Ses ennemis l’avaient également accusé, en 1609, de s’être converti au catholicisme ; à les entendre, il était même déjà pourvu d’une riche abbaye. En réalité, sincèrement attaché à la cause de la Réforme, il gémissait de la voir compromise par les violentes querelles soulevées par l’arminianisme et avait entrepris de travailler à la réunion des Églises chrétiennes. Il comprit sans doute que son livre n’aurait donc eu d’autre résultat que de le rendre odieux aux deux partis et ne le publia pas. En revanche, il parvint, en 1611, après maintes sollicitations, à obtenir la charge d'historiographe des États de Hollande, mais menant une vie où le vin et les femmes tenaient une part excessive, il souffrit de fièvre, de délire et d'insomnies dont il mourut, âgé seulement de 52 ans, laissant sa seconde femme enceinte d’une fille.
Si Baudier avait des vices, il ne manquait pas de qualités. Souvent considéré comme un bel esprit de son temps, il maîtrisait le grec et le latin, langue dans laquelle il excellait dans ses poésies. Il joignait à cela une immense érudition. Il a laissé une œuvre en latin d'une grande richesse.
Lié avec Sully, Mornay, De Thou, Sillery, Molé, il leur adressa, pendant les guerres de religion, des satires contre les ligueurs ; il excellait surtout dans le vers ïambique, vif et serré.

## Publications
- Moralis et civilis sapientiae monita Libris IV comprehensa (1611)
- Dominici Baudii Amores edente Petro Scriverio Inscripti Th. Graswinckelia equiti (1638). Poésies.
- Deux pièces inédites de Dominique Baudier, 1603-1605 (s.d.). Lettre à Christophe de Harlay, 1er mai 1603, et poème, publiés par V. L. Saulnier.

## Sources
- Pierre Bayle, Dictionnaire historique et critique.
- Jean-Noël Paquot, Mémoires pour servir à l’histoire littéraire des dix-sept provinces des Pays-Bas, de la Principauté de Liège, etc., t. 8, Louvain, 1766 lire en ligne.
- E. Haag, La France protestante, t. 2, Paris, 1847.